# Russ Smith (koszykarz)
Russ Smith (ur. 19 kwietnia 1991 w Nowym Jorku) – amerykański koszykarz występujący na pozycji rozgrywającego, obecnie zawodnik chińskiego Guizhou White Tigers.
Wystąpił w dwóch meczach gwiazd amerykańskich szkół średnich – Jordan Classic Regional (2009) i Derby Classic (2010). W pierwszym z wymienionych spotkań został uznany MVP.
29 grudnia 2015 został zwolniony przez Memphis Grizzlies.
13 stycznia 2016 został pozyskany przez klub ligi D-League, Delaware 87ers. 23 marca 2016 roku ustanowił rekord D-League, zdobywając 65 punktów w meczu z Canton Charge.
Podczas jednego ze spotkań 19 kolejki chińskiej ligi NBL, wygranego 117-107 z drużyną, z Pekinu, zanotował rekordowe 73 punkty oraz 7 zbiórek i asyst, otrzymał wtedy tytuł zawodnika tygodnia. W trakcie 18 meczów rozegranych w barwach Luoyang zanotował średnie 59,8 punktu, 7,7 zbiórki, 5,2 asysty i 4,2 przechwytu.
12 sierpnia 2017 został zawodnikiem Fujian Sturgeons.

## Osiągnięcia

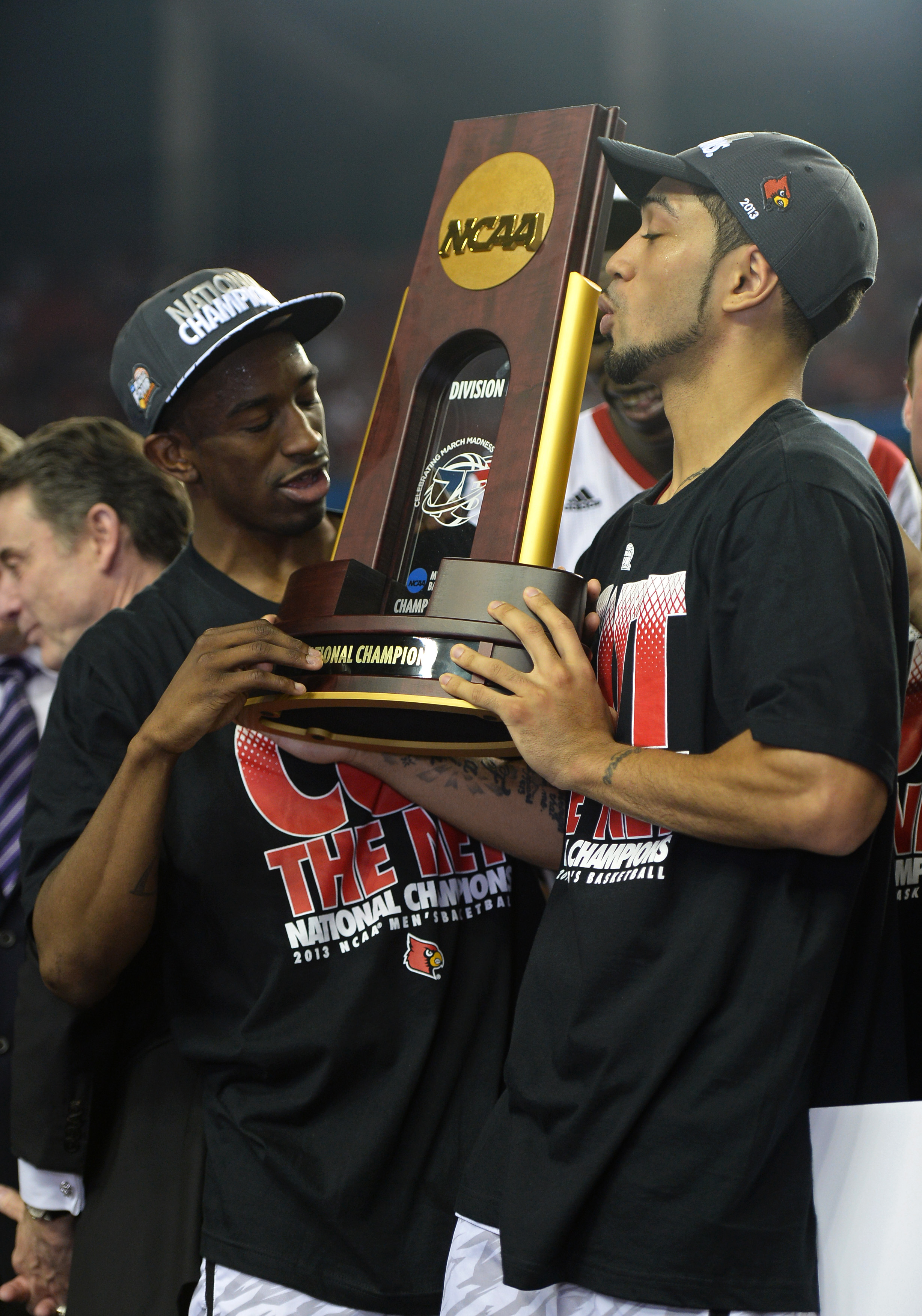
Smith (po lewej) i Peyton Siva (po prawej) z trofeum mistrzostw NCAA 2013.

Stan na 11 sierpnia 2019, na podstawie,  ile nie zaznaczono inaczej.
NCAA
- Mistrz:
  - NCAA (2013)[8]
  - turnieju konferencji:
    - Big East (2012, 2013)
    - konferencji American Athletic (ACC – 2014)

  - sezonu regularnego:
    - Big East (2013)
    - ACC (2014)
- Uczestnik:
  - NCAA Final Four (2012, 2013)
  - rozgrywek Sweet Sixteen (2012–2014)
  - turnieju NCAA (2011–2014)
- MVP turnieju:
  - ACC (2014)
  - Billy Minardi Classic (2012)
- Most Outstanding Player (MOP=MVP) turnieju regionalnego Midwest (2013)
- Zaliczony do:
  - I składu:
    - All-American (2014)
    - turnieju:
      - Big East (2013)
      - Hall of Fame Tip-Off Naismith Bracket (2014)

    - Big East (2013)
    - ACC (2014)

  - III składu All-American (2013 – przez AP, SN, NABC)
- Laureat nagrody – Frances Pomeroy Naismith Award (2014)[9]

NBA
- Mistrz letniej ligi NBA (2015)[7]
- Zaliczony do II składu ligi letniej 2014

Inne indywidualne
- Lider:
  - strzelców chińskiej ligi NBL (2017, 2019)
  - w przechwytach NBL (2017, 2019)
- Zawodnik tygodnia D-League (1.02.2016)